# 마케도니카 제5군단

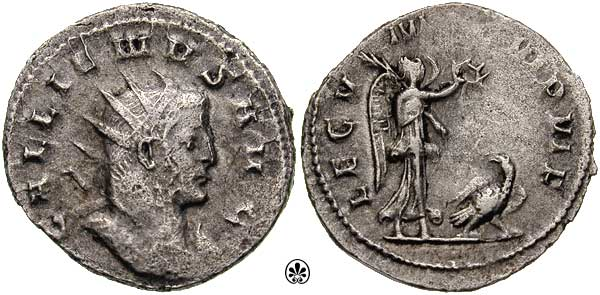
이 주화는 로마 황제 갈리에누스가 마케도니카 제5군단을 기념하여 발행한 것으로, 주화 뒷면에는 군단의 상징인 독수리가 빅토리아한테 월계관을 수여받고 있다. 또한 문구에는 LEG V MAC VI P VI F가 새겨져 있으며 '충실스럽고 충성스러운 자들 마케도니카 제5군단'을 의미한다.

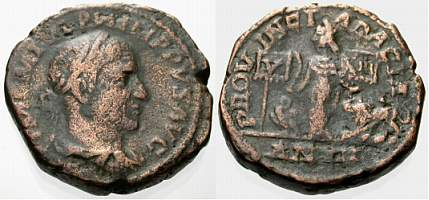
필리푸스 아라브스가 다키아 속주와 마케도니카 5군단 및 게미나 제13군단을 기념하여 247년에 발행한 세스테르티우스. 뒷면에는 마케도니카 군단과 게미나 군단의 상징인 독수리와 사자를 나타내고 있다.

마케도니카 제5군단  (Legio V Macedonica, 마케도니아 제5군단)은 로마 군단 중 하나이다. 기원전 43년에 집정관 가이우스 비비우스 판사 카이트로니아누스와 가이우스 율리우스 카이사르 옥타비아누스 (후대에 로마 황제 아우구스투스로 더 잘 알려짐) 등이 창설한 것으로 추정한다. 발칸반도에 있는 마케도니아, 모이시아, 다키아 등 속주들을 기반으로 하였다. '노티티아 디그니타툼' 기록 상 5세기 초에, 다키아에 여전히 배치되어 있으며, 군단 소속 분견대가 동방 지역 및 이집트에 배치되어 있었다고 한다.
마케도니카 군단에 대해서 마지막으로 알려진 것은 군단 혹은 군단의 분견대가 이슬람의 이집트 정복이 이뤄지기 1년 혹은 2년 전인 7세기 이집트에 배치되어 있었다는 것이다. 따라서 이 군단이 이 전쟁에 참전하여 전멸했을 것이라 보통 추측되며, 그럼에도 이집트에 있던 것이 분견대인지 군단 전체인지는 확실치 않으며 군단의 최초의 순간에 대한 추가적인 증거도 존재하지 않는다.
상징물은 수소였으나 독수리도 잘 사용되었다.

## 역사

### 기원전 1세기: 창설과 마케도니아 배치
마케도니카 제5군단은 옥타비아누스가 창설한 28개 군단 중 하나였다. 기록상에 5군단이라는 이름을 가진 '갈리카 제5군단', '우르바나 제5군단' 등 두 개 군단이 있는데 이 두 개 군단이 마케도니아 5군단의 초창기 이름이었을 가능성도 있다. 마케도니카 군단은 악티움 해전 (기원전 31년)에 참전했을 수 있으며 이후 마케도니아로 옮겨져 오이스쿠스 (모이시아)으로 옮기기 전까지 그곳에서 기원전 30년부터 서기 6년까지 머무르며 '마케도니카'(Macedonica, 마케도니아의)라는 코그노멘을 얻었다.

### 1세기: 제1차 유대-로마 전쟁
서기 45년, 새롭게 만들어진 모이시아 속주의 발칸산맥 남쪽에서 트라키아인들의 반란을 진압하는 데 투입되었다.
62년, 5군단 소속 벡실라티오 일부가 아르메니아에서 벌어진 네로의 파르티아 전쟁 때 루키우스 카이센니우스 파이투스 지휘 하에 참전했다. 란데이아 전투에서 패전이 벌어진 뒤, 마케도니아 제5군단 전체는 갈리카 제3군단, 페라타 제6군단, 프레텐시스 제10군단 등과 함께 그나이우스 도미티우스 코르불로 지휘 하에서 파르티아와의 전쟁을 종결시키기 위해 동방으로 보내졌다.
제5군단은 유대 속주에서 제1차 유대-로마 전쟁이 66년에 시작됐을 때 동방에 여전히 있었을 것이다. 네로는 이 반란 진압을 위해 티투스 플라비우스 베스파시아누스에게 마케도니카 제5군단, 프레텐시스 제10군단, 아폴리나리스 제15군단을 보냈다. 67년 갈릴리에서, 세포리스라는 도시가 로마군에 평화롭게 항복하였고, 이후에 마케도니카 제5군단은 사마리아인들의 주요 성소인 게리짐산을 정복했다. 네 명의 황제의 해 당시인 68년에, 마케도니카 제5군단은 별다른 활동 없이 엠마우스에 머물렀고, 이곳에는 마케도니카 5군단 소속 병사들의 묘비 일부가 남아있다. 베스파시아누스의 황제 선언 및 그의 아들 티투스의 지휘 끝에 유대 전쟁이 종결되면서, 마케도니카 5군단은 유대를 떠나 71년 오이스쿠스로 복귀하였다. 85년-86년에 벌어진 도미티아누스의 다키아 전쟁 초기에 참전했었다.
96년에 하드리아누스 황제가 이 군단의 장교 ('트리부누스 밀리툼')으로 복무했다.

### 2세기: 다키아와 근동에서
101년에, 마케도니카 군단은 다키아의 왕 데케발루스에 대한 트라야누스 황제의 군사 원정을 위해 다키아로 이동했다. 106년에 전쟁이 종전된 뒤, 군단은 107년 이래로 다뉴브강 삼각주 인근 트로이스미스 (오늘날 이글리타)에 있었다. 군단의 백부장이었던 칼벤티우스 비아토르는 두각을 드러내어 마침내 황제의 호위 기병대 대장인 '에퀴테스 싱굴라레스 아우구스티'(equites singulares Augusti)가 되었다.
베타르 근처에서 발견된 한 로마 시대의 금석문을 근거에 따르면, 하드리아누스는 마케도니카 5군단을 다키아에서 옮겨 클라우디아 제11군단과 함께, 그의 재위 16년째이고 티네이우스 (티니우스) 루푸스가 총독으로 있었던 시기에 발생하였으며 후대에 바르 코크바의 유대 반란이라고도 알려진, 반란 사태를 진압하기 위해 보내졌다

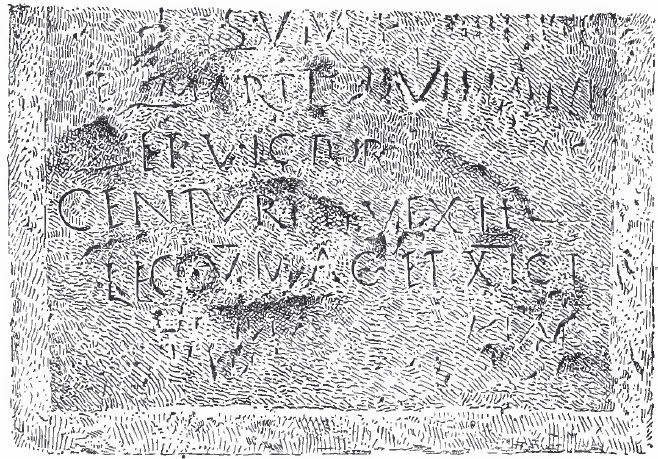
5 군단과 11군단을 언급하고 있는, 바티르 근처에서 발견된 로마 시대 금석문

루키우스 베루스 황제가 파르티아에 대한 군사 활동 (161년–166년)에 돌입했을 때, 마케도니카 군단은 동방으로 이동했고, 이후 다키아 포롤리스센시스로 돌아간 뒤 포타이사를 기지로 하였다.
북방 국경은 로마 제국에 있어서 위험한 곳이었으며, 마르쿠스 아우렐리우스 황제가 마르코만니족, 야지게스족, 콰디족과 싸울 당시에 군단이 이 전쟁에 개입되어 있었다.
콤모두스의 재위가 시작할 때, 마케도니아 제5군단과 게미나 제13군단은 페스켄니우스 니게르, 클로디우스 알비누스의 지휘 하에서 다시 한번 야지게스족에 승리를 거뒀다. 이후에 군단은 황제 자리를 두고 경쟁하던 당시 셉티미우스 세베루스를 지지하였다.
185년 혹은 187년에, 다키아에서 용병군을 패배시킨 후 '피타 콘스탄스' (Pia Constans, "충실하고 믿을 수 있는 자들") 혹은 '피아 피델리스' (Pia Fidelis, 충실하고 충성스러운 자들")이라는 칭호를 받았다,

### 이후: 영예와 발전
3세기의 대부분을 포타이사에서 머무는 동안, 마케도니카 제5군단은 여러 차례 참전하여, 영예들을 얻었다. 발레리아누스 황제는 이들에 'III Pia III Fidelis'라는 칭호를 내려주었고, 그의 아들인 갈리에누스는 'VII Pia VII Fidelis'라는 칭호를 선사했으며, 네 번, 다섯 번 그리고 여섯 번째 칭호들은 황제 직위 주장자 잉게누스와 레갈리아누스에 대한 전쟁에서 군단이 기동 기병 부대로 사용되었을 당시 (260년 모이시아)에서 수여된 것으로 추정된다. 군단 소속 벡실라티오는 빅토리누스와의 전쟁 (269–271년 갈리아)에 참전했었다.
아우렐리아누스가 다키아에서 돌아오면서, 군단도 279년에 오이스쿠스로 복귀했다. 마기스테르 밀리툼 페르 오리엔티스 휘하의 코미타텐시스가 되어 이후 몇 세기간 다키아 속주를 방어하였다. 비잔티움 군대의 일부가 된 것으로 추정된다.
갈리에누스가 창설한 군단의 기병대는 디오클레티아누스가 본대에서 완전히 분리시켜, 그의 코미타투스의 일부가 되었다. 이 부대는 메소포타미아로 보내져, 296년 사산 제국과의 전쟁을 성공적으로 수행하고, 그 뒤 멤피스로 파견되어 비잔티움 병력의 일부가 될 때까지 그곳에 주둔했다.
마케도니카 제5군단은 노티티아 디그니타툼에 다시 언급되며, 다키아 리펜시스에 배치되어 있고, 분견대는 동방 야군과 함께 이집트에 배치되어 있다고 하였다.
마케도니카 제5군단은 안타이아폴리스와 헬리오폴리스에서 나온 금석문들에서 다시 한번 언급되는데, 이 언급된 대상들은 멤피스에 있는 분대의 분견대로 보인다. 마지막 금석문 자료는 635년 혹은 636년 시기를 언급하며, 최소한 군단의 일부가 637년에 아랍인들의 이집트 정복이 시작되기 바로 직전까지 이집트에 있었음을 보여준다. 이 자료는 마케도니카 제5군단을 기원전 43년부터 서기 637년까지 고전기 로마 제국 전체 역사에 해당하는 680년의 세월을 활동하며 역사에 알려진 가장 오랜 기간 있었던 로마 군단으로 만들게끔 하였다.

## 갤러리

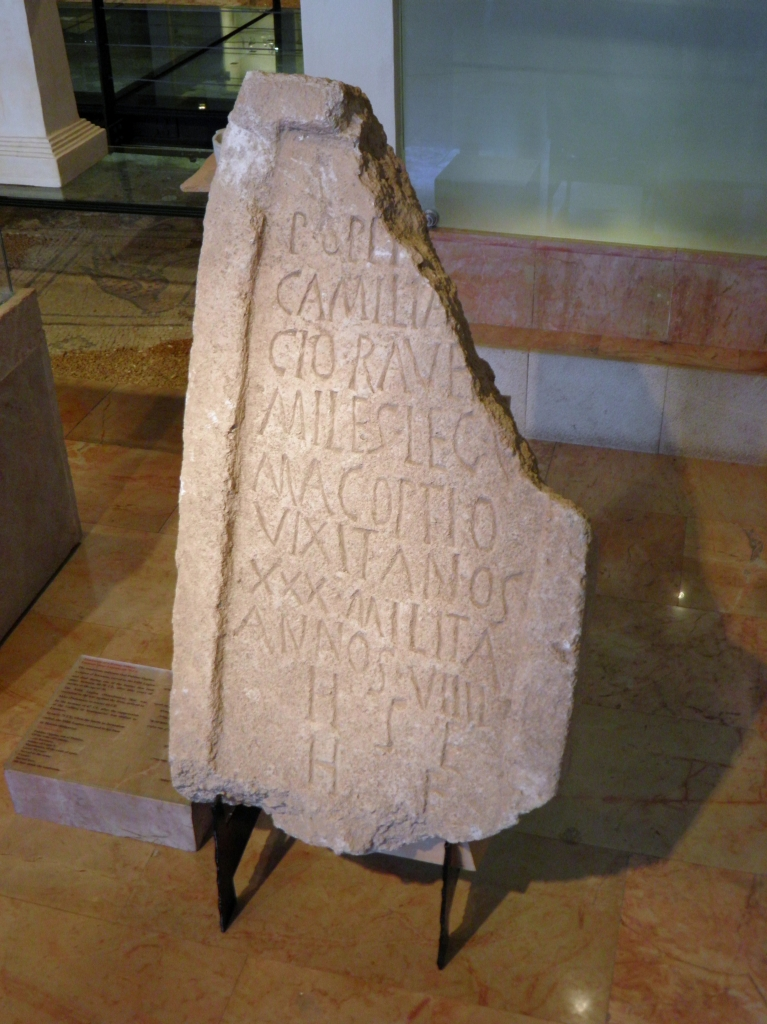
엠마우스 근처에서 발견된 마케도니카 제5군단 소속 병사의 묘비. 하이파 헤흐트 박물관에서 전시 중
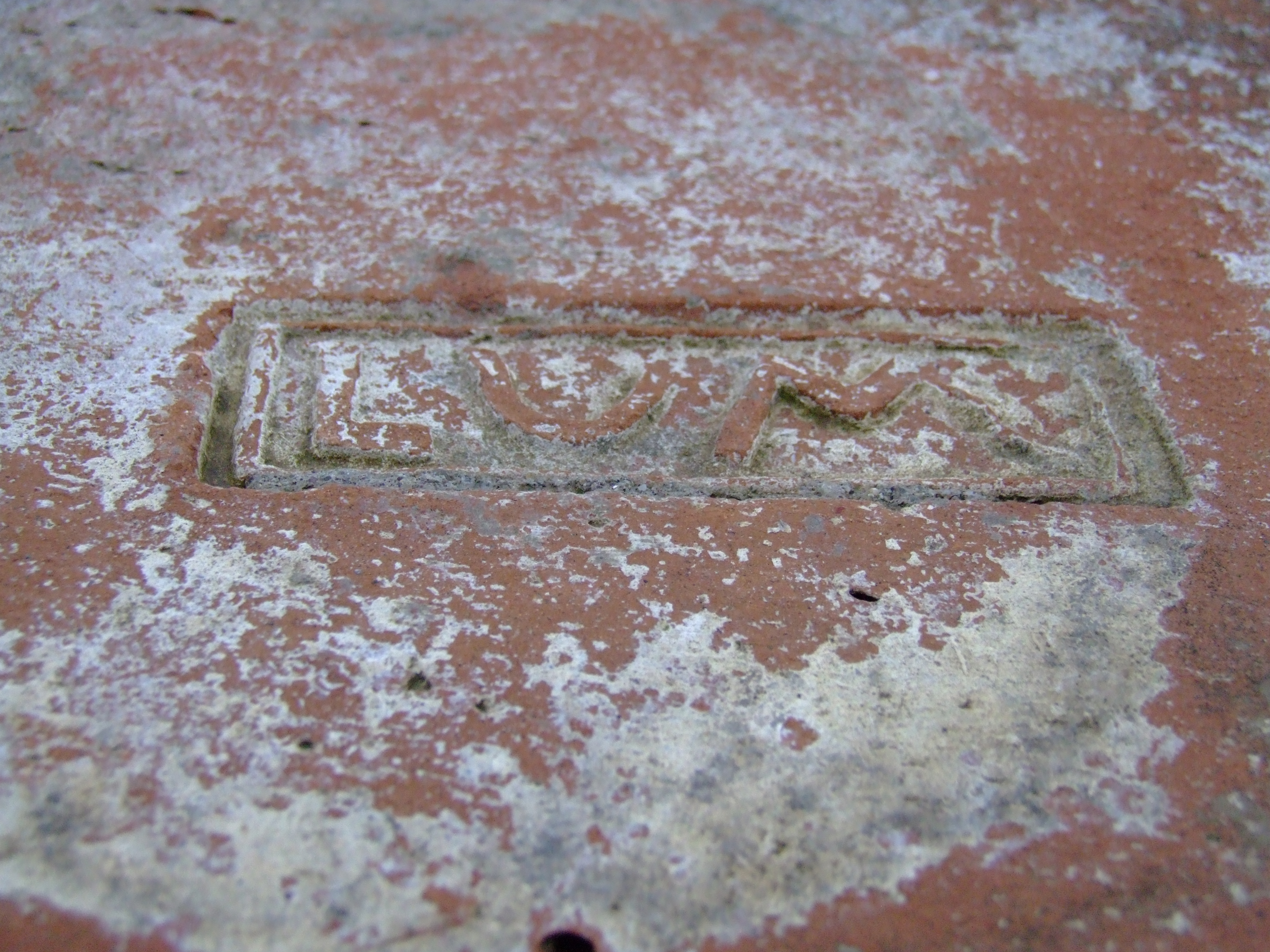
포타이사에서 출토된 마케도니카 군단(LVM)이 표시된 벽돌
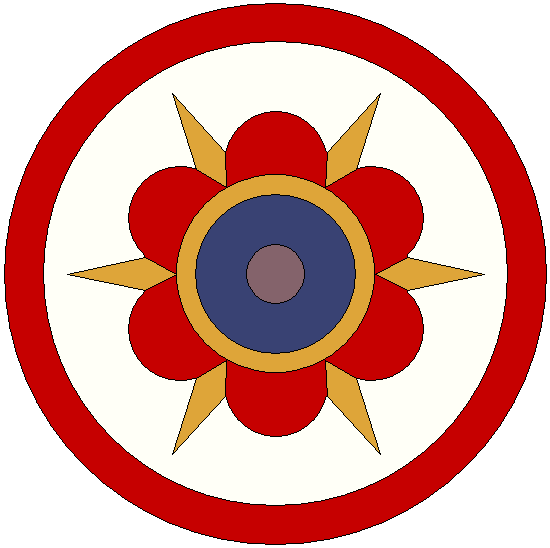
노티티아 디그니타툼에 묘사된 5세기 초 당시 마케도니카 5군단 혹은 7군단의 방패 무늬

## 출신 인물
| 이름                                                        | 계급                          | 활동 시기                             | 속주                | 현역병 위치 | 퇴역병 위치         | 출처                                                                       |
| ----------------------------------------------------------- | ----------------------------- | ------------------------------------- | ------------------- | ----------- | ------------------- | -------------------------------------------------------------------------- |
| 아틸리우스 베루스                                           | 백부장                        | 62년 이전                             | 모이시아            | ?           | ?                   | AE 1912, 188 = ILB 52                                                      |
| M. 블로시우스 Q. f. 안니엔시스 푸덴스                       | 백부장                        | 67년–70년                             | 모이시아            | ?           | ?                   | 《CIL》 VI, 3580 a, b = ILS 2641                                           |
| Ti. 클라우디우스 T. f. 비탈리스                             | 백부장                        | 81년–85년                             | 모이시아            | ?           | ?                   | 《CIL》 VI, 3584 = ILS 2656 = IPD 4 794 = IDRE I 3                         |
| M. Iulius V(o)ltinia                                        | 백부장                        | 85년과 95년 사이                      | 모이시아 인페리오르 | ?           | ?                   | 《CIL》 III, 7397                                                          |
| 레시우스 알바누스                                           | 백부장                        | 티베리우스 재위?                      | 모이시아            | ?           | ?                   | AE 1927, 51 = ILB 47                                                       |
| L. Lepidius L. f. An(iensi) Proculus                        | 백부장                        | 67년–70년                             | 이탈리아            | 아리미눔    | ?                   | 《CIL》 III, 12411                                                         |
| 발레리우스 크리스푸스                                       | 백부장                        | 71년과 101년 사이                     | 모이시아 인페리오르 | ?           | ?                   | E. Peeva, N. Sharankov, Archaeologia Bulgarica 10, 2006, 1, pp. 25–33, A-C |
| L. 발레리우스 L. f. 프로쿨루스                              | 백부장                        | 85년과 95년 사이                      | 모이시아 인페리오르 | ?           | ?                   | 《CIL》 III, 12411                                                         |
| 폴리오                                                      | 백부장                        | 67년–71년                             | 모이시아            | ?           | ?                   | 《CIL》 III, 14155                                                         |
| 스티미니우스                                                | 백부장                        | 67년–71년                             | 모이시아            | ?           | ?                   | 《CIL》 III, 14155                                                         |
| 루키우스 아르토리우스 카스투스                              | 백부장, 프리미필루스          | 185년 이전                            | 모이시아 인페리오르 | ?           | 피툰티움 (달마티아) | 《CIL》 III, 1919; 《CIL》 III, 14224                                      |
| 안니우스 비니키아누스                                       | 레가투스 레기오니스           | 63년                                  | 아르메니아          | ?           | ?                   | 타키투스의 '편년사', XV.28                                                 |
| Sex. 베툴레누스 케리알리스                                  | 레가투스 레기오니스           | 67년-70년                             | 유대                | ?           | ?                   | 플라비우스 요세푸스의 BJ III, 7, 32; VI, 4, 3                              |
| 퀸투스 폼페이우스 팔코                                      | 레가투스 레기오니스           | 101년경-102년                         |                     | ?           | ?                   | 《CIL》 III, 12117                                                         |
| 티투스 칼레스트리우스 티로 오르비우스 스페라투스            | 레가투스 레기오니스           | 105년과 110년 사이                    | 모이시아 인페리오르 | ?           | ?                   | AE 1965, 320                                                               |
| 마르쿠스 코미니우스 세쿤두스                                | 레가투스 레기오니스           | 141년경 - 144년경                     |                     | ?           | ?                   |                                                                            |
| 마르쿠스 세다티우스 세베리아누스                            | 레가투스 레기오니스           | 144년경 – 147년경                     |                     | ?           | ?                   | AE 1913, 55 = ILS 9487; AE 1933, 249                                       |
| 퀸투스 카이킬리우스 레디투스                                | 레가투스 레기오니스           | 152년경                               |                     | ?           | ?                   | AE 1957, 266                                                               |
| 아일리우스 옵타투스                                         | 레가투스 레기오니스           | 156년경 – 159년경                     |                     | ?           | ?                   | AE 1960, 337                                                               |
| 푸블리우스 비겔리누스 사투르니누스                          | 레가투스 레기오니스           | 159년경 – 162년경                     |                     | ?           | ?                   | 《CIL》 III, 775 = 《CIL》 III, 6183 = ILS 1116                            |
| 푸블리우스 마르티우스 베루스                                | 레가투스 레기오니스           | 162년경–166년                         | 카파도키아          | ?           | ?                   | 《CIL》 III, 6169                                                          |
| 마르쿠스 발레리우스 막시미아누스                            | 레가투스 레기오니스           | 180년                                 |                     | ?           | ?                   | AE 1956, 124                                                               |
| 티베리우스 클라우디우스 클라우디아누스                      | 레가투스 레기오니스           | 194년과 196년 사이                    |                     | ?           | ?                   | 《CIL》 III, 905, 《CIL》 VIII, 5349                                       |
| 도미티우스 안티고니우스                                     | 레가투스 레기오니스           | 222년경                               |                     | ?           | ?                   | AE 1966, 262                                                               |
| P(ublius) Oppiu[s]?                                         | 옵티오                        | 69년경-70년경                         | 유대?               | ?           | 엠마우스            |                                                                            |
| L. Praecilius Clemens Iulianus                              | 프라이펙투스 카스트로눔       | 36년–43년                             | 모이시아            | ?           | ?                   | 《CIL》 III, 8753                                                          |
| C. 바이비우스 아티쿠스                                      | 프리미필루스                  | 클라우디우스 재위                     | 모이시아            | ?           | ?                   | 《CIL》 V, 1838; 1839 = ILS 1349                                           |
| T. 폰티니우스                                               | 프리미필루스                  | 클라우디우스 재위?                    | 모이시아            | ?           | ?                   | 《CIL》 XI, 4368                                                           |
| L. 프라이킬리우스 클레멘스 율리아누스                       | 프리미필루스                  | 36년과 43년 사이                      | 모이시아            | ?           | ?                   | 《CIL》 III, 8753                                                          |
| [A]prenas Clemens                                           | 트리부누스 앙구스티클라비우스 | ?                                     | 모이시아 인페리오르 | ?           | ?                   | 《CIL》 XI, 4119 (Narnia, Regio VI)                                        |
| L. Clodius P. f. Cla(udia) Ingenuus                         | 트리부누스 앙구스티클라비우스 | 베스파시아누스 혹은 도미티아누스 재위 | 모이시아            | ?           | ?                   | 《CIL》 VI, 37274                                                          |
| C. Nonius C. f. Vel(ina) Flaccus                            | 트리부누스 앙구스티클라비우스 | 베스파시아누스 재위?                  | 모이시아            | ?           | ?                   | AE 1975, 353                                                               |
| C. Set[tidius] C. f. Pup(inia) Fir[mus]                     | 트리부누스 앙구스티클라비우스 | 67년-70년                             | 모이시아            | ?           | ?                   | PME, S 45 (Pola, Regio X)                                                  |
| T. 루틸리우스 바루스                                        | 트리부누스 앙구스티클라비우스 | 네로 재위                             | 모이시아            | ?           | ?                   | 《CIL》 X, 1258                                                            |
| M. 발레리우스 M. f. Gal. 프로핑쿠우스 그라티우스 케레알리스 | 트리부누스 앙구스티클라비우스 | 84/85년                               | 모이시아            | ?           | ?                   | 《CIL》 II, 4251 = ILS 2711                                                |
| L. 볼카키우스 프리무스                                      | 트리부누스 앙구스티클라비우스 | 클라우디우스 혹은 네로 재위           | 모이시아            | ?           | ?                   | 《CIL》 IX, 5363 = ILS 2737                                                |
| 마르쿠스 옵시우스 나비우스 판니아누스                       | 트리부누스 앙구스티클라비우스 | 티베리우스 재위                       | ?                   | ?           | ?                   | IG XIV.719 (IGR I.431); Tacitus, Annales IV.68, 71                         |
| 이름 불명                                                   | 트리부누스 앙구스티클라비우스 | 클라우디우스 재위                     | 모이시아            | ?           | ?                   | 《CIL》 X, 6442, PME, Inc 183                                              |
| 이름 불명                                                   | 트리부누스 앙구스티클라비우스 | 클라우디우스 혹은 네로 재위           | 모이시아            | ?           | ?                   | 《CIL》 XI, 4789, Spoletium, Regio VI, PME, Inc 204                        |
| C. 율리우스 몬타누스                                        | 트리부누스 라티클라비우스     | 56년 이전                             | 모이시아            | ?           | ?                   | 《CIL》 XI, 5884 = ILS 978; after Tacitus, Annales XIII, 25                |
| 티투스 유니우스 몬타누스                                    | 트리부누스 라티클라비우스     | 네로 재위                             | 모이시아            | ?           | ?                   | AE 1973, 500                                                               |
| 푸블리우스 아일리우스 하드리아누스                          | 트리부누스 라티클라비우스     | 95년경                                |                     |             |                     | 히스토리아 아우구스타, "Hadrian", 3                                        |
| 마르쿠스 아킬리우스 프리스쿠스 에그릴리우스 플라리아누스    | 트리부누스 라티클라비우스     | 95년 이후                             |                     |             |                     | 《CIL》 XIV, 155; 《CIL》 XIV, 4442; 《CIL》 XIV, 4444                     |
| 푸블리우스 클루비우스 막시무스 파울리누스                   | 트리부누스 라티클라비우스     | 127년 이전                            |                     |             |                     | AE 1940, 99                                                                |
| 가이우스 야볼레누스 칼비누스                                | 트리부누스 라티클라비우스     | 138년 이전                            |                     |             |                     | 《CIL》 XIV, 2499 = ILS 1060                                               |
| 가이우스 율리우스 셉티미우스 카스티누스                     | 트리부누스 라티클라비우스     | 2세기 후반                            |                     |             |                     | 《CIL》 III, 10473                                                         |
| Q. Cornelius M. f. Gal(eria tribu) Valerianus               | 프라이펙투스 벡실라티오눔     | 클라우디우스 재위                     | 트라키아            | ?           | ?                   | 《CIL》 II, 3272; after 《CIL》 II, 2079 = ILS 2713                        |
| M. Clodius M. f. Fab(ia tribu) Ma[...]                      | 프라이펙투스 벡실라티오눔     | 56/57년 이전                          | 이탈리아            | 브릭시아    | ?                   | 《CIL》 V, 4326                                                            |

## 참고 문헌
- livius.org account 보관됨 2014-12-08 - 웨이백 머신
- E. Ritterling, "Legio", RE XII, col. 1572-5
- Rumen Ivanov, "Lixa Legionis V Macedonicae aus Oescus", Zeitschrift für Papyrologie und Epigraphik 80, 1990, p. 131-136
- D. Barag, S. Qedar, "A Countermark of the Legio Quinta Scytica from the Jewish War", INJ 13 (1994–1999), pp. 66–69.
- S. Gerson, "A New Countermark of the Fifth Legion", INR 1 (2006), pp. 97–100
- Dr. Gerson, "A Coin Countermarked by Two Roman Legions", Israel Numismatic Journal 16, 2007–08, pp. 100–102
- P. M. Séjourné, "Nouvelles de Jérusalem", RB 6, 1897, p. 131
- E. Michon, "Inscription d'Amwas", RB 7, 1898, p. 269–271
- J. H. Landau, "Two Inscribed Tombstones", Atiqot, vol. XI, Jerusalem, 1976